# NATO Basic Military Requirement 1
Das NATO Basic Military Requirement 1 (NBMR-1) war ein Dokument der NATO, welches in den 1950er Jahren die Anforderungen an ein künftiges, leichtes Kampfflugzeug spezifizierte.
Verschiedene Flugzeugunternehmen reichten daraufhin im Light-weight Tactical Strike Fighter-Wettbewerb ihre Vorschläge ein. Das Flugzeug sollte normale wie auch nukleare Waffen tragen können, von ungepflasterten, planierten Kies-Pisten starten können, und die Wartungsarbeiten am Flugzeug durften nicht zu aufwändig sein.
Das Ziel der Nachfolgeprogramme NBMR-3a und NBMR-3b waren ein Überschalljäger respektive ein Unterschall-Jagdbomber.

## Spezifikationen
Im Jahr 1953 erkannten die Oberbefehlshaber der NATO-Streitkräfte, dass eine geringe Zahl an teuren, komplexen und leistungsfähigen Kampfflugzeugen auf einer kleinen Anzahl Luftwaffenbasen in einem nuklearen Krieg sehr verletzlich wären. Deshalb wurde die Luftfahrtindustrie der NATO-Mitgliedsländern dazu aufgerufen, um Prototypen für den Light Weight Strike Fighter (LWSF) einzureichen; die Entwürfe sollen den obengenannten Umstand auf eine befriedigende Weise beheben können: Leicht, klein, mit einer Avionik und Bewaffnung, die grundlegende Ansprüche befriedigt. Auch sollen die LWSF-Flugzeuge von verstreuten Flugplätzen aus starten können, und nur minimale Wartungsarbeiten erfordern.
Die technischen Anforderungen waren wie folgt:
- Nach 1100 Metern Startrollstrecke sollte das Flugzeug ein 15 Meter hohes Hindernis überfliegen können
- Einsatz von Graspisten und Straßen
- muss eine Geschwindigkeit von 0,95 Mach erreichen können
- 280 Kilometer Reichweite mit 10 Minuten Flugzeit im Zielgebiet
- Panzerung für Pilot und Treibstofftanks
- eine Bordbewaffnung von vier 12,7-mm-Maschinengewehren, oder zwei Maschinenkanonen im Kaliber 20 oder 30 mm
- eine Leermasse von höchstens 2200 Kilogramm und eine Maximalmasse von 4700 Kilogramm

Eine große Herausforderung war die Entwicklung eines Triebwerkes, welches die geforderte Leistung erbrachte und einfach zu warten war. Die Lösung wurde bald gefunden: Der Orpheus-Turbojet von Bristol Siddeley. Dessen Entwicklung wurde von den USA gefördert.

## Prototypen
Pläne wurden von vielen Herstellern eingereicht; unter anderem von französischen, italienischen und amerikanischen. Eine Kommission unter Theodore von Kármán prüfte sodann acht Projekte, darunter:
- Italien:
  - Aerfer Sagittario 2
  - Fiat G.91
- Frankreich:
  - Breguet Br.1001 Taon
  - Dassault Mystère XXVI
  - SNCASE Baroudeur
- USA:
  - Northrop N-156, ein Vorläufer der F-5

Obwohl die Folland Gnat einen Anstoß zu diesem Projekt darstellte, nahm diese Maschine nicht am Wettbewerb teil.
Die Sieger des Wettbewerbs waren die Taon, die G.91 und die Mystère XXVI. Von diesen Entwürfen wurden sodann Prototypen bestellt, die ihre Erstflüge in den Jahren 1956 und 1957 absolvierten.
Im September 1957 trafen die Maschinen auf dem Flugplatz von Brétigny-sur-Orge ein, wo das offizielle Testprogramm stattfand. Im Januar 1958 wurde die Fiat G.91 zum Gewinner erklärt.

## Folgen
An einem Treffen der NATO-Verteidigungsminister im April 1958 wurde beschlossen, dass die G.91 das erste, gemeinsame leichte Kampfflugzeug der NATO-Streitkräfte sein würde, mit der Taon, welche im Jahr 1961 folgen würde. Die USA bot schließlich Finanzhilfen für die Herstellung der französischen, deutschen und italienischen Flugzeuge an. Die geplanten Flugzeuge im Dienst der türkischen Luftwaffen würden dann vollständig von den USA bezahlt.
Da starke ökonomische Interesse auf dem Spiel standen, wurde die Entscheidung der NATO kontrovers diskutiert. Nach dem Absturz des G.91-Prototyps durch aeroelastische Vibrationen am 20. Februar 1957 entschied die französische Regierung, die einheimische Dassault Etendard VI zu konstruieren, die nach dem Bau zweier Prototypen zur Dassault Étendard IV weiter entwickelt wurde. Die Briten wiederum ignorierten die Entscheidung der NATO und konzentrierten sich auf die Herstellung ihrer Hawker Hunter. Im Gegensatz dazu bestellte die italienische Regierung die G.91 für ihre Luftwaffe, noch bevor die Resultate des Wettbewerbes bekannt waren.
Am Ende bestellte die deutsche Luftwaffe die größte Stückzahl an G.91-Flugzeugen. Statt fünfzig G.91R und zwanzig G.91T (Zweisitzer) aus Italien sowie 232 G.91R aus einheimischer Lizenzfertigung zu bestellen, wurden schließlich 294 Flugzeuge bei Dornier, Messerschmitt und Heinkel geordert. In den deutschen Streitkräften ersetzte die G.91 oftmals die Republic F-84F Thunderstreak.
Nach den Planungen sollte die G.91 in den 1960er Jahren durch den Gewinner des bereits erwähnten NBMR-3-Wettbewerbs ersetzt werden – doch dies mündete wiederum nicht in einem einheitlichen Kampfflugzeug für die NATO-Länder.
Die letzten G.91 wurden 1982 (Deutschland) und 1995 (Italien) außer Dienst gestellt. Die letzten Dassault-Breguet Super Etendard, welche eine erneute Weiterentwicklung der Etendard IV darstellen, flogen bis 2016 bei der französischen Marine.